# Relations entre l'Arménie et la Russie
Les relations entre l'Arménie et la Russie (en russe : Российско-армянские отношения, en arménien : Հայ-ռուսական հարաբերություններ) sont établies le 3 avril 1992 mais les relations historiques remontent au début du XIXe siècle, lorsque l'Empire russe s'est présenté en tant qu'État protecteur des chrétiens sous domination ottomane. À la suite de la dissolution de l'URSS, l'Arménie est considérée comme le principal allié de la Russie dans le Caucase du Sud. Les deux pays sont membres de l'Organisation du traité de sécurité collective (OTSC), au même titre que d'autres anciennes républiques soviétiques et ont signé un traité d'amitié, de coopération et de soutien mutuel le 29 août 1997. Les relations bilatérales sont ainsi étroites notamment dans le but de pallier le désavantage géopolitique de l'enclavement arménien par des voisins hostiles (Turquie, Azerbaïdjan).

## Domaine militaire
La Russie dispose de la 102e base militaire à Gyumri (nord-ouest de l'Arménie), sur laquelle stationnait pendant la période soviétique la 127e division motorisée de fusiliers.